# Pretty Simple
Pretty Simple  est un studio de développement de jeux vidéo fondé en 2010 à Paris.

## Ludographie
- 2010 : My Shops
- 2012 : Magical Ride
- 2012 : Criminal Case